# Injeção de gelatina

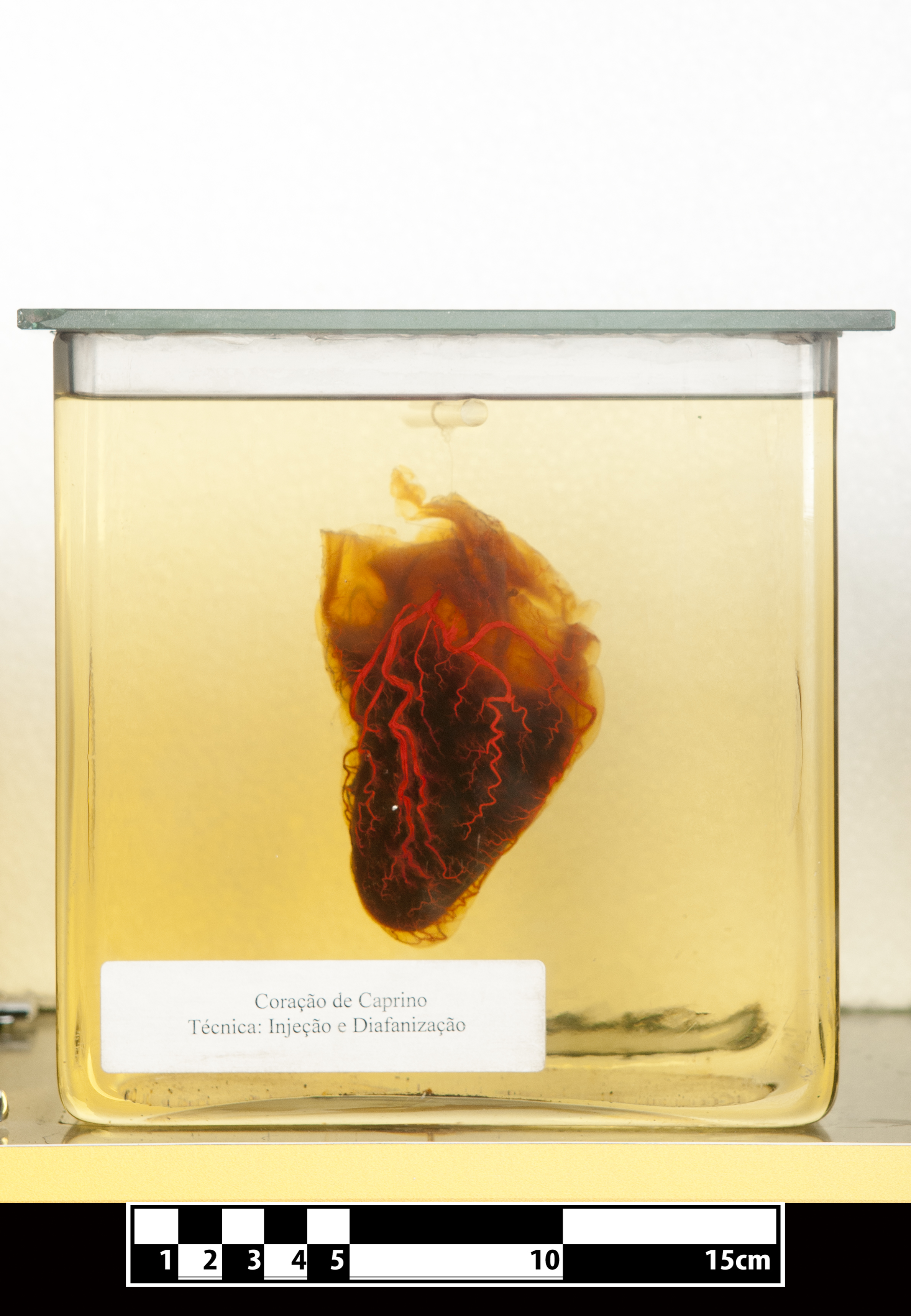
Coração de bode onde se aplicou a técnica de injeção de gelatina. Em exposição no MAV/USP.

Injeção de gelatina é uma técnica anatômica usada com o objetivo de evidenciar a vascularização arterial tal como as ramificações do caminho do sistema circulatório. Consiste no preenchimento do sistema circulatório da peça com gelatina, esta por sua vez é pigmentada conforme a necessidade ou padrão de cores. A técnica de injeção de gelatina, por possuir baixo custo, acaba por satisfazer a necessidade dos alunos de graduação quanto ao estudo da anatomia.